# Làmpada de lava
Una  làmpada de lava  és un tipus de làmpada típicament usada més per a la decoració que per a la il·luminació. El fluir plàcid de les gotes de cera formades a l'atzar suggereix un corrent de lava ascendent.

## Història

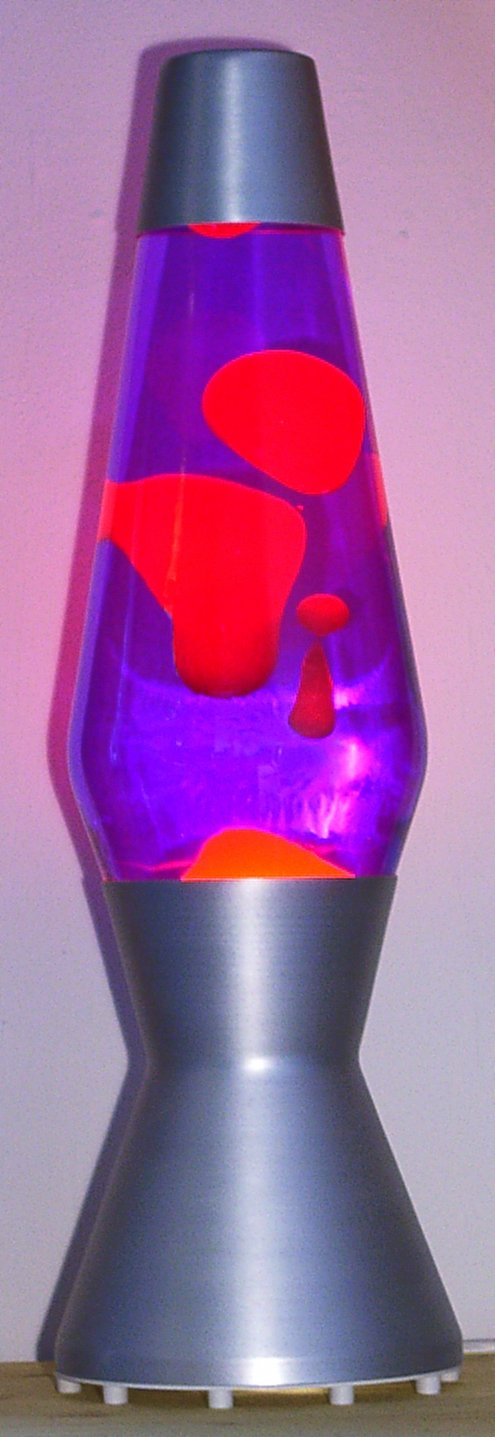
Astro, la làmpada de lava original

L'anglès, Edward Craven Walker, va inventar la làmpada de lava original i va ser molt coneguda a la dècada de 1960. La va anomenar "Astrolight" (o "Astro Llum") i la va presentar a la fira de mostres d'Hamburg el 1965, on l'empresari Adolph Wertheimer en va prendre nota. Wertheimer i el seu soci de negoci Hy Spector van comprar els drets americans al producte i van començar a produir-la amb la marca "Renta Lite ®" via una corporació anomenada Haggerty Enterprises amb el nom comercial "Lava World International"
El llum de lava va esdevenir una icona dels anys 1960, on el constant canvi i la demostració intensa de color van ser comparats amb les al·lucinacions psicodèliques de certes drogues populars recreatives, com el LSD. En els anys 1990 Walker va vendre els seus drets a Cressida Granger, la companyia Mathmos segueix fent llums de lava i altres productes relacionats.

## Com funciona
La làmpada de lava típica consisteix en una bombeta d'il·luminació, dins la base d'una mena d'ampolla de vidre que conté aigua (transparent o acolorida), cera translúcida, un rotllo metàl·lic de cable i un petit con de metall que es col·loca en la part superior. El cable i la bombeta estan ocults dins la base de metall, sobre la qual es col·loca l'ampolla (la part de vidre), i que actuen escalfant el liquid.
Perquè la làmpada funcioni, la cera ha de ser lleugerament més densa que l'aigua a temperatura ambient, i lleugerament menys densa a una temperatura més calenta. Això passa perquè la cera s'expandeix més que l'aigua quan és escalfada. Sent cera fosa i aigua dos líquids immiscibles, els dos líquids es mantenen separats.
La bombeta escalfa l'inferior del contenidor de vidre i es produeix un moviment convecció visible per la diferent coloració de la cera i l'aigua. Per raó de la diferència de temperatura amb l'atmosfera, el contenidor amb el temps dissipa la calor generada.
La cera es queda a la part inferior del contenidor de vidre fins que la calor fa que es fongui, i tard o d'hora es fa menys densa que la resta del líquid. Al mateix temps una petita part de la cera s'eleva cap a la part superior. Allà, lluny de la font de calor, la cera es refreda, es contrau, i com que la seva densitat augmenta torna a caure cap al fons del contenidor. La diferència de calor entre la part superior i inferior és de només uns graus.
La cera comú és molt menys densa que l'aigua, i suraria sobre l'aigua a qualsevol temperatura. Per aconseguir una cera de densitat molt propera a la de l'aigua, la cera es barreja amb tetracloretilè Es poden utilitzar diverses combinacions de dos líquids immiscibles de densitats molt similars, però l'ús de líquids com alcohol o aiguarràs comporten un perill important d'incendi en el cas de ruptura de l'ampolla contenidora dels líquids.
El rotllo metàl·lic inferior ajuda a disminuir el nombre de gotetes de cera individuals, fent que les gotes que baixen s'aglomerin en una sola massa de cera fosa en el fons. El cicle d'ascensió i caiguda de gotes de cera segueix mentre la part inferior del contenidor està calenta i la part superior està una mica més freda. Les temperatures de funcionament de les làmpades de lava varien, però normalment oscil·len al voltant dels 60 °C.
La temperatura exterior influeix en la mida i quantitat de les gotes de cera, per exemple, a l'estiu se'n formaran moltes i petites, mentre que a l'hivern trigaran més a formar-se i seran poques i més grans.
Si es fa servir una bombeta amb massa o molt poca potència la barreja no circula, quedant tota a dalt o a baix. El comportament caòtic fa imprevisible el moviment dins d'una làmpada de lava, d'aquí que puguin ajudar en la creació de llibretes d'un sol ús din l'entorn criptogràfic.
El color de la cera i l'oli barrejats sovint varien i se'n poden trobar en moltes combinacions diferents.